# William Mikelbrencis
William Mikelbrencis (sinh ngày 25 tháng 2 năm 2004) là cầu thủ bóng đá chuyên nghiệp người Pháp đang chơi ở vị trí hậu vệ cho câu lạc bộ Hamburger SV tại Bundesliga 2.

## Đời tư
Sinh ra tại Forbach, Lorraine, William Mikelbrencis bắt đầu chơi bóng ở gần Montbronn, trước khi gia nhập lò đào tạo của FC Metz vào năm 2015.

## Sự nghiệp thi đấu

### Sự nghiệp câu lạc bộ
Mikelbrencis gia nhập Metz vào tháng 4 năm 2021. Mùa giải sau đó, anh ta chơi cho đội dự bị tại National 2, ghi bàn đầu tiên trong trận đấu gặp Sainte-Geneviève vào ngày 6 tháng 11.
Khoảng tháng 1 năm 2022, anh ta có một pha kiến tạo trong chiến thắng 1–0 trước CS Sedan Ardennes, anh ta ra mắt Metz trong trận thua 2-0 trước Strasbourg tại Ligue 1.
Vào ngày 31 tháng 8 năm 2022, Mikelbrencis gia nhập Hamburger SV bằng bản hợp đồng kéo dài 4 năm.

### Sự nghiệp quốc tế
Anh ta bắt đầu chơi từ U-16 Pháp vào năm 2019, sau đó, anh ta được triệu tập lên đội U-17, trước khi được triệu tập lên U-18 Pháp vào năm 2021, có một pha kiến tạo trong chiến thắng 3–0 trước U-18 Ý.